# فرانس-ألبير رينيه
كان فرانس-ألبير رينيه (16 نوفمبر 1935 – 27 فبراير 2019) سياسي سيشلي عمل بوصفه الرئيس الثاني لسيشل في الفترة من عام 1977 إلى عام 2004.

## روابط خارجية
- فرانس-ألبير رينيه على موقع الموسوعة البريطانية (الإنجليزية)
- فرانس-ألبير رينيه على موقع مونزينجر (الألمانية)